# Andre Riel
Andre Riel (20 agosto 1990) è un calciatore danese, attaccante del Værebro.

## Caratteristiche tecniche
Prevalentemente, viene schierato come centravanti. Ma può anche essere utilizzato come seconda punta o esterno d'attacco.